# Pirané
Pirané é uma cidade argentina localizada na província de Formosa. É a capital do departamento de Pirané.